# Serbischer Fußballpokal 2017/18
Der Serbische Fußballpokal 2017/18 (auch Kup Srbije) war die zwölfte Austragung des serbischen Pokalwettbewerbs. Er wurde vom Serbischen Fußball-Bund (FSS) ausgetragen. Das Finale fand am 23. Mai 2018 im Gradski stadion Surdulica statt.
Pokalsieger wurde Titelverteidiger Partizan Belgrad. Das Team setzte sich im Finale gegen den FK Mladost Lučani durch. Partizan qualifizierte sich durch den Sieg für die 1. Qualifikationsrunde in der UEFA Europa League 2018/19.

## Modus
Das Halbfinale wurde in Hin- und Rückspiel ausgetragen. In den anderen Runden wurden die Begegnungen in einem Spiel ausgetragen. Endete ein Spiel nach 90 Minuten unentschieden, kam es direkt zum Elfmeterschießen. Bis zum Viertelfinale wurden die Mannschaften in zwei Töpfe platziert, so dass jedes gesetzte Team gegen ein ungesetztes antrat.

## Teilnehmer
| SuperLiga 2016/17 (16) | SuperLiga 2016/17 (16) | Prva Liga (16) | Prva Liga (16) | Regionale Pokalsieger (5)                                                                                        |
| --- | --- | --- | --- | --- |
| - FK Bačka - FK Borac Čačak - FK Čukarički - FK Javor Ivanjica - FK Metalac - FK Mladost Lučani - FK Napredak Kruševac - FK Novi Pazar | - Partizan Belgrad - FK Rad Belgrad - FK Radnik Surdulica - FK Radnički Niš - Roter Stern Belgrad - FK Spartak Subotica - Vojvodina Novi Sad - FK Voždovac | - FK Bežanija - FK BSK Borča - FK Budućnost Dobanovci - FK ČSK Pivara - FK Dinamo Vranje - FK Inđija - FK Jagodina - FK Kolubara | - FK Mačva Šabac - FK Odžaci - FK Proleter Novi Sad - FK Radnički Pirot - FK Sinđelić Belgrad - FK Sloboda Užice - FK Zemun - OFK Belgrad | - FK Dinamo Pančevo - FK Polet 1980 Laplje Selo - FK Radnički Belgrad - FK Rtanj Boljevac - FK Zlatibor Čajetina |

## Vorrunde
In dieser Runde trafen die fünf Sieger des Regionalpokals und die fünf schlechtplatziertesten Teams der Prva Liga (Serbien) 2016/17 aufeinander.
|                           | Ergebnis        |               |
| ------------------------- | --------------- | ------------- |
| 6. September 2017         |                 |               |
| FK Radnički Belgrad       | 0:0 (4:3 i. E.) | FK Odžaci     |
| FK Rtanj Boljevac         | 2:2 (5:4 i. E.) | OFK Belgrad   |
| FK Polet 1980 Laplje Selo | 3:1             | FK Kolubara   |
| FK Zlatibor Čajetina      | 4:1             | FK BSK Borča  |
| FK Dinamo Pančevo         | 2:0             | FK ČSK Pivara |

## 1. Runde
Teilnehmer: Die fünf Sieger der Vorrunde, alle Teams der SuperLiga 2016/17 und die Top-Elf der Prva Liga 2016/17.
|                           | Ergebnis        |                      |
| ------------------------- | --------------- | -------------------- |
| 20. September 2017        |                 |                      |
| FK Javor Ivanjica         | 2:0             | FK Sinđelić Belgrad  |
| FK Budućnost Dobanovci    | 3:3 (4:2 i. E.) | FK Voždovac          |
| FK Polet 1980 Laplje Selo | 1:8             | FK Spartak Subotica  |
| FK Jagodina               | 0:3             | FK Čukarički         |
| FK Mačva Šabac            | 0:0 (4:2 i. E.) | FK Bačka             |
| FK Dinamo Pančevo         | 1:2             | Vojvodina Novi Sad   |
| FK Radnički Pirot         | 1:1 (6:5 i. E.) | FK Novi Pazar        |
| FK Zlatibor Čajetina      | 0:0 (7:6 i. E.) | FK Radnički Niš      |
| FK Radnički Belgrad       | 0:1             | FK Mladost Lučani    |
| FK Zemun                  | 0:0 (5:6 i. E.) | FK Rad Belgrad       |
| FK Metalac                | 1:2             | FK Proleter Novi Sad |
| FK Inđija                 | 0:0 (5:4 i. E.) | FK Radnik Surdulica  |
| 11. Oktober 2017          |                 |                      |
| FK Sloboda Užice          | 1:2             | FK Borac Čačak       |
| FK Bežanija               | 0:1             | FK Napredak Kruševac |
| Roter Stern Belgrad       | 5:0             | FK Dinamo Vranje     |
| FK Rtanj Boljevac         | 0:3             | Partizan Belgrad     |

## Achtelfinale
|                      | Ergebnis        |                        |
| -------------------- | --------------- | ---------------------- |
| 25. Oktober 2017     |                 |                        |
| FK Mladost Lučani    | 4:0             | FK Proleter Novi Sad   |
| FK Napredak Kruševac | 7:2             | FK Radnički Pirot      |
| Vojvodina Novi Sad   | 6:1             | FK Budućnost Dobanovci |
| FK Inđija            | 0:3             | FK Javor Ivanjica      |
| FK Zlatibor Čajetina | 0:1             | FK Čukarički           |
| 15. November 2017    |                 |                        |
| FK Spartak Subotica  | 1:1 (5:6 i. E.) | FK Mačva Šabac         |
| Partizan Belgrad     | 3:0             | FK Rad Belgrad         |
| FK Borac Čačak       | 0:4             | Roter Stern Belgrad    |

## Viertelfinale
|                      | Ergebnis        |                     |
| -------------------- | --------------- | ------------------- |
| 14. März 2018        |                 |                     |
| FK Javor Ivanjica    | 0:2             | Partizan Belgrad    |
| FK Mačva Šabac       | 0:0 (5:4 i. E.) | Roter Stern Belgrad |
| Vojvodina Novi Sad   | 0:1             | FK Mladost Lučani   |
| FK Napredak Kruševac | 0:2             | FK Čukarički        |

## Halbfinale
|                              | Gesamt    |                   | Hinspiel | Rückspiel |
| ---------------------------- | --------- | ----------------- | -------- | --------- |
| 18. April 20180009. Mai 2018 |           |                   |          |           |
| FK Čukarički                 | (a)4:4(a) | Partizan Belgrad  | 4:2      | 0:2       |
| FK Mačva Šabac               | 1:5       | FK Mladost Lučani | 1:1      | 0:4       |

## Finale
| Paarung           | FK Mladost Lučani – Partizan Belgrad |
| Ergebnis          | 1:2 (1:1) |
| Datum             | 23. Mai 2018 |
| Stadion           | Gradski stadion, Surdulica |
| Zuschauer         | 3.000 |
| Schiedsrichter    | Majo Vujović |
| Tore              | 1:0 Janko Tumbasević (21.) 1:1 Marko Janković (31.) 1:2 Saša Zdjelar (62.) |
| FK Mladost Lučani | Dragan Rosić – Bogdan Milošević, Miloš Šatara, Ivan Milošević , Ivan Pešić – Aleksandar Pejović, Janko Tumbasević – Lazar Jovanović, Predrag Pavlović, Stefan Dimi (81. Stefan Golubović) – Vladimir Radivojević (57. Miloš Trifunović). Cheftrainer: Nenad Milovanović |
| Partizan Belgrad  | Vladimir Stojković – Miroslav Vuliević , Nemanja Miletić, Svetozar Marković, Nemanja Antonov – Marko Jevtović, Saša Zdjelar – Marko Janković (90.+6' Zoran Tosić), Danilo Pantić – Đorđe Ivanović (80. Armin Đerlek), Léandre Tawamba. Cheftrainer: Miroslav Đukić      |
| Gelbe Karten      | Lazar Jovanović, Bogdan Milošević, Ivan Milošević, Vladimir Radivojević, Ivan Pešić – Marko Jevtović |
| Platzverweise     | Aleksandar Pejović (90.+3') – keine |